# Lejeanne Marais
Pour les articles homonymes, voir Marais (homonymie).
Lejeanne Marais (née le 25 octobre 1989 à Kempton Park dans le Gauteng en Afrique du Sud) est une patineuse artistique sud-africaine. Elle est quintuple championne d'Afrique du Sud (2008, 2009, 2011, 2012, 2013).

## Biographie

### Carrière sportive
Lejeanne Marais est cinq fois championne d'Afrique du Sud (2008, 2009, 2011, 2012, 2013). Elle n'est battu qu'en 2010 par Abigail Pietersen. En 2012 elle devance la française Chloé Depouilly qui participe à ses championnats sud-africain pour la première fois.
Elle s'entraîne d'abord avec sa mère Susan Marais, puis avec le français Laurent Depouilly depuis 2012.
Sur le plan international elle a participé à sept championnats des quatre continents et quatre championnats du monde. Ses meilleurs classements sont une 15e place aux quatre continents en 2011 à Taipei, et une 30e place mondiale en 2012 à Nice.
Elle n'a jamais participé ni à une épreuve du Grand Prix ISU senior, ni aux championnats du monde juniors, ni aux Jeux olympiques d'hiver.

## Palmarès
| Compétition                   | 2008 | 2009 | 2010 | 2011 | 2012 | 2013 | 2014 |  |  |  |  |  |  |  |
| Jeux olympiques d'hiver       |      |      |      |      |      |      |      |  |  |  |  |  |  |  |
| Championnats du monde         | 51e  | 44e  |      | 36e  | 30e  |      |      |  |  |  |  |  |  |  |
| Quatre continents             | 20e  | 28e  | 16e  | 15e  | 22e  | 18e  | 21e  |  |  |  |  |  |  |  |
| Championnats d'Afrique du Sud | 1re  | 1re  | 2e   | 1re  | 1re  | 1re  |      |  |  |  |  |  |  |  |
|                               |      |      |      |      |      |      |      |  |  |  |  |  |  |  |

## Galerie d'images

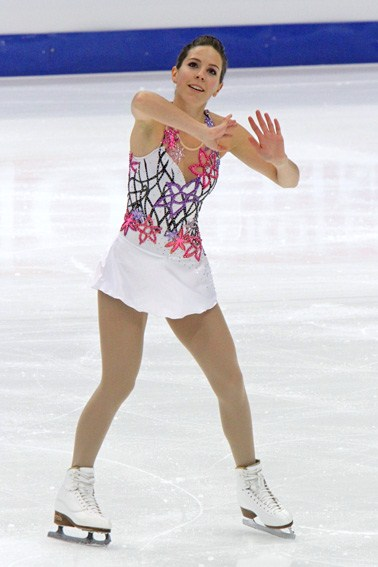
Quatre continents 2011
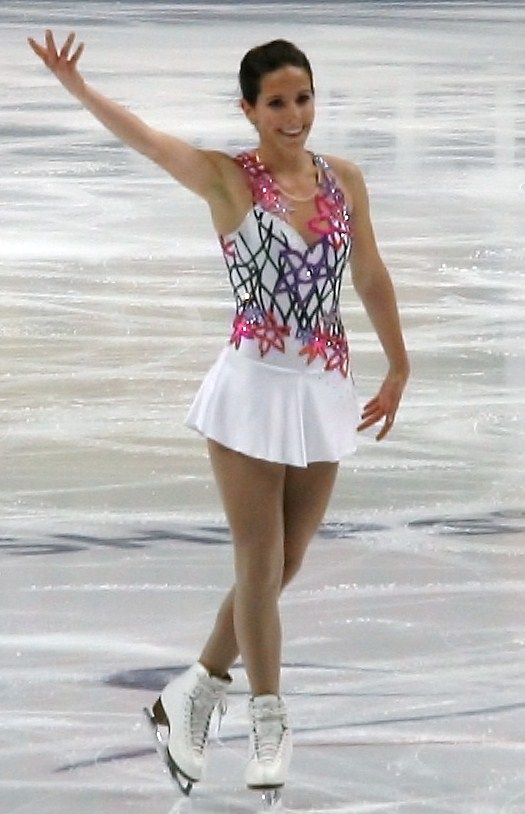
Championnats du monde 2011 (1)
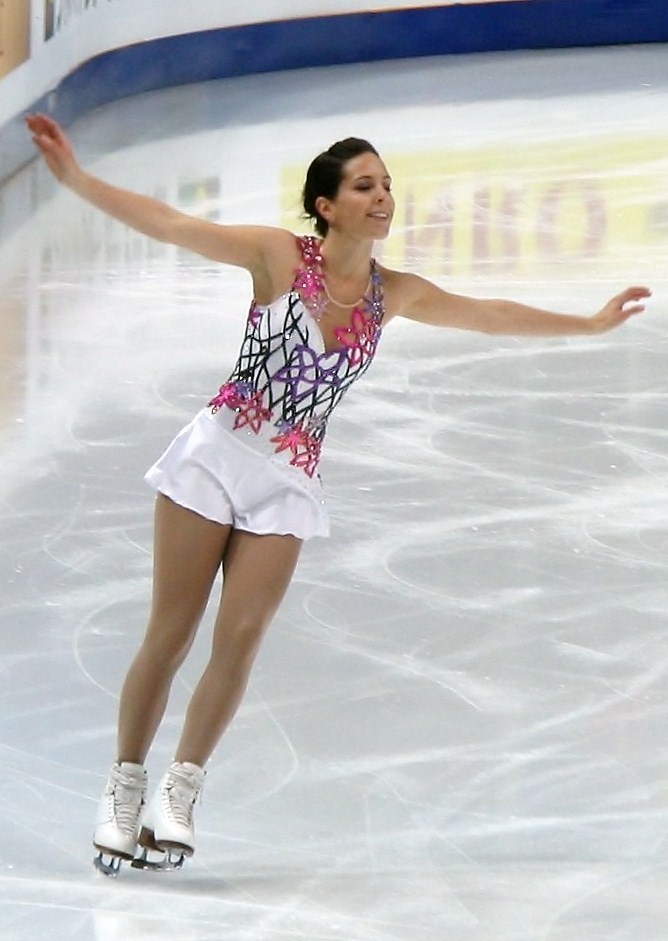
Championnats du monde 2011 (2)
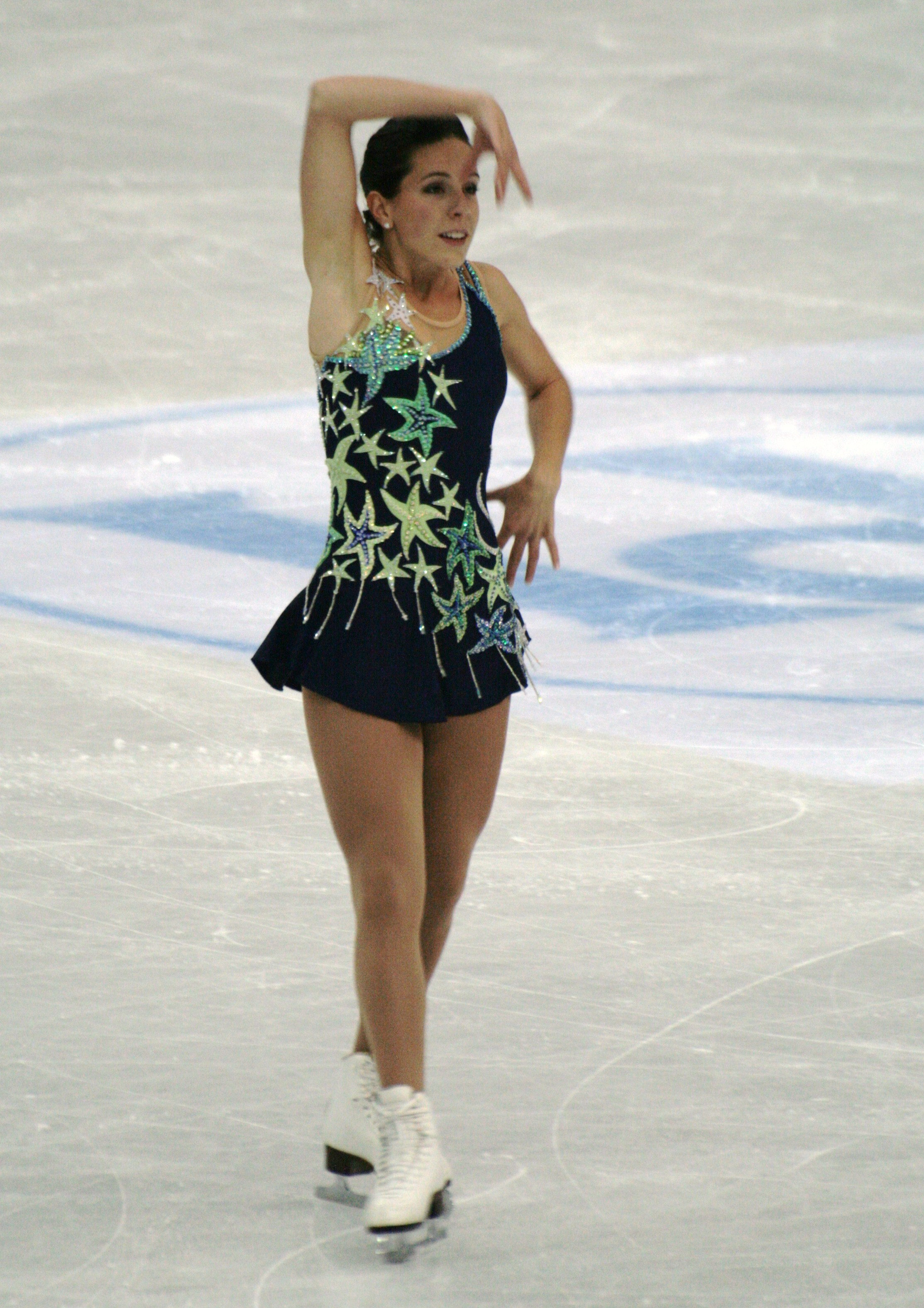
Championnats du monde 2012 (1)
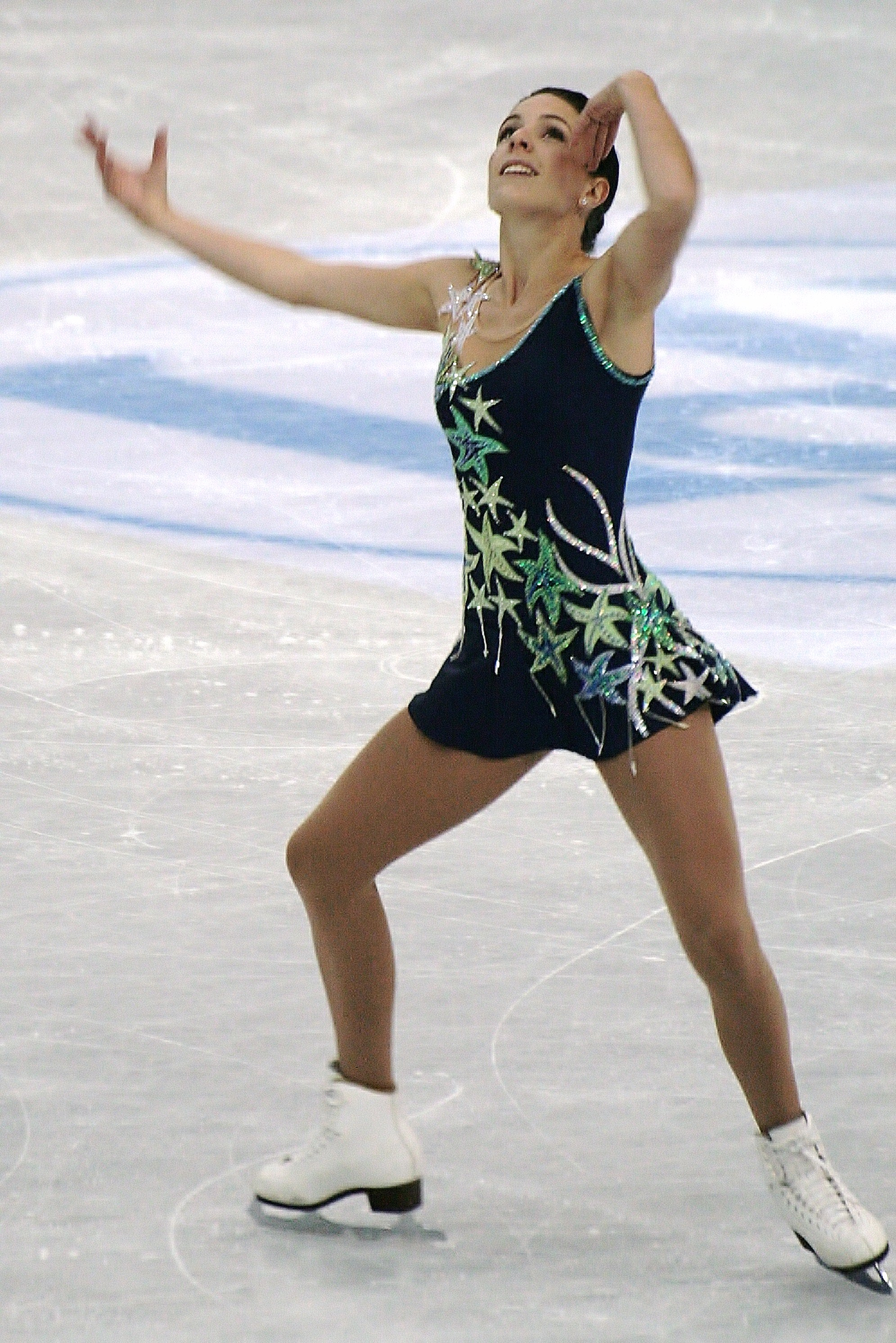
Championnats du monde 2012 (2)